# Lexique de l'ukrainien
Le lexique de l'ukrainien contient pour la plupart, comme ceux des langues slaves en général, des mots hérités du proto-slave, mais aussi de nombreux emprunts lexicaux, ainsi que des calques lexicaux, surtout de deux langues slaves voisines, le polonais et le russe. À part cela, l'ukrainien a pris des mots de langues occidentales aussi, surtout par l'intermédiaire du russe. Depuis les années 1990, sa source d'emprunts la plus importante est l'anglais.
Une statistique de Shevelov 1993, effectuée sur deux textes de 300 mots chacun, donne un aperçu des poids respectifs des mots hérités et des emprunts :
| Mots selon leur origine | Nombre de mots   | Nombre de mots        |
| Mots selon leur origine | Texte littéraire | Texte de linguistique |
| ----------------------- | ---------------- | --------------------- |
| Hérités                 | 216              | 150                   |
| Polonais                | 8                | 23                    |
| Russes                  | 16               | 9                     |
| Internationaux          | 8                | 72                    |

La formation des mots est une source importante d'enrichissement du lexique. La dérivation lexicale et la composition sont d'égale importance en ukrainien.

## Mots hérités, emprunts et calques
La plus grande partie du lexique de base de l'ukrainien est héritée du proto-slave et commune aux trois langues slaves orientales, les deux autres étant le russe et le biélorusse. Quelques classes de mots auxquelles de tels vocables appartiennent sont les suivantes :
- termes de parenté : брат[5] « frère », мати « mère » , сестра « sœur », син « fils », etc. ;
- termes du domaine de l'habitation: дім « maison », стіл « table », etc. ;
- pronoms personnels : я « je, moi », ти « tu, toi », він « il, lui », ми « nous », etc. ;
- verbes : читати « lire », писати « écrire », ходити « marcher », etc. ;
- adjectifs : зелений « vert », молодий « jeune », старий « vieux », etc.

L'importance des sources d'emprunts est liée aux conditions historiques qui ont caractérisé les diverses époques de l'histoire de l'Ukraine.
Dans la période de l'ancien ukrainien (Xe-XIIIe siècles), c'étaient les emprunts au slavon d'église qui dominaient, mais seulement dans la langue écrite des lettrés. Il s'en est conservé des mots comme дух (initialement « âme », par la suite « esprit ») ou блаженство « béatitude », ainsi que, par son intermédiaire, des mots pris au grec, comme ангел « ange ». Dans le même temps, la langue parlée a emprunté des mots des tribus nomades de l'est et du sud du territoire parlant des langues turques, ex. богатир « preux » ou товар « marchandise ».
Dans la période du moyen ukrainien (XVe-XVIIIe siècles), c'est la première influence importante qui s'est exercée sur la langue, celle du polonais. Elle a contribué à la formation du langage administratif de l'époque, et a servi d'intermédiaire à l'emprunt de termes occidentaux des domaines de la culture, des sciences, de la pensée abstraite, etc. L'influence polonaise a faibli après 1720, lorsque la plus grande partie de l'Ukraine a été incorporée à l'Empire russe, mais au XIXe siècle, elle s'est de nouveau manifestée, quoique dans une moindre mesure, en tant que tendance des intellectuels ukrainiens à limiter l'extension des russismes. Des exemples de mots d'origine polonaise sont вуста « bouche », груди « poitrine », цікавий « intéressant », рахунок « compte, facture ». À la même époque, la langue parlée a pris des mots du turc et du tatare, surtout dans la terminologie militaire des Cosaques zaporogues, mais aussi dans les domaines de l'élevage, du jardinage, de l'habillement ou de la musique.
La plus grande influence étrangère après 1720 a été celle du russe. Les termes pour les réalités nouvelles qui apparaissaient étaient empruntés surtout à cette langue. C'est par le biais du russe également qu'entraient en ukrainien les emprunts aux langues occidentales, comme серйозний « sérieux », інтерес « intérêt », оригінальність « originalité », etc.
On a emprunté non seulement des mots, mais aussi des préfixes. On considère comme des emprunts ceux pris avec des mots étrangers et appliqués par la suite à des mots autochtones. Exemples :
архіважливий « archiimportant » ;
ультракороткий « ultracourt »;
прозахідний « pro-occidental ».
Dans l'ukrainien du XXIe siècle, la source d'emprunts la plus importante est l'anglais.
Les calques lexicaux sont également une source d'enrichissement du lexique. Tels sont :
кілька « quelque » + -ість → кількість « quantité », d'après (pl) ile « quelque » + -ość → ilość « quantité » ;
спільний « commun » → спілкування « communication », d'après (ru) общий « commun » → общeние « communication ».

### Intégration des emprunts
En général, on intègre les emprunts par l'application des règles morphologiques autochtones. Ainsi, les noms se terminant par une consonne ou la voyelle a sont déclinés comme les autochtones avec ces terminaisons, indifféremment de leur genre dans la langue source. Par exemple флот (< (fr) « flotte ») se décline comme les masculins se terminant par une consonne. Les noms étrangers se terminant par une voyelle qui n'existe pas en ukrainien en position finale au cas nominatif singulier (у, ю et i), sont invariables, ex. зебу « zébu », поні « poney », інтерв’ю « interview ». Bien qu'en ukrainien il existe des noms autochtones terminés en e et en o, les noms étrangers avec ces voyelles finales sont également invariables, ex. пюре « purée » кіно « cinéma ». Cependant, les noms invariables reçoivent eux aussi un genre, le neutre, ce qui ressort du fait que les mots qui doivent être accordés avec eux, le sont en ce genre.
Les adjectifs empruntés reçoivent le suffixe -н- et les désinences de nominatif singulier -ий (masculin), -a (féminin), -e (neutre), ex. геніальний « génial ».
Les verbes étrangers sont en général adaptés en ajoutant à leur radical la voyelle de liaison -у- suivie du suffixe -ва- et du suffixe morphème de l'infinitif -ти. Voici par exemple l'intégration du verbe (de) montieren > монт- + -у- + -ва- + -ти → монтувати « monter » (terme technique).
D'ordinaire, les verbes empruntés n'ont pas deux variantes selon les aspects imperfectif et perfectif. Cependant, certains emprunts relativement anciens ont reçu un préfixe perfectif, le verbe initial devenant imperfectif, ex. арештувати – заарештувати « arrêter » (action de la police).

## Formation des mots

### Noms
Aussi bien la dérivation, que la composition sont des procédés importants en ukrainien.
La dérivation peut être :
- suffixale, ex. моряк « marin » (< море « mer ») ;
- préfixale: безкрай « espace illimité » (< без- « sans » + край « limite ») ;
- régressive (par suppression d'un suffixe) : напис « inscription » (< написати « écrire »).

Il y a aussi des suffixes composés, par exemple dans la formation du nom вазочка « petit vase » (< ваза « vase » + le suffixe -оч- employé seulement dans des suffixes composés + le suffixe diminutif -ка, utilisé aussi sans autre suffixe).
La base de la dérivation peut être :
- un autre nom : шахта « mine » > шахтар « mineur » ;
- un adjectif : багатий « riche » > багач « richard » ;
- un verbe : читати « lire » > читець « récitateur ».

Certains noms sont formés avec un préfixe et un suffixe, le plus souvent d'abord avec le premier ou le second, par la suite avec l'autre, ex.
співробітник « collaborateur » (< робота « travail » + -ник → робітник « travailleur », puis спів- « co(n)- » + робітник).
D'autres noms sont formés par composition. Ils ont la structure : radical de nom ou d'adjectif (y compris numéral ordinal) + radical de nom ou de verbe + éventuellement un suffixe. Entre les mots composants il y a une voyelle de liaison : -o- ou, plus rarement, -e-.
La composition peut avoir lieu sans suffixation ou avec suffixation en même temps :
- sans suffixation :
  - deux noms : ліс « forêt » + парк « parc » > лісопарк « forêt-parc » ;
  - nom + verbe : лист « feuille (d'arbre) » + падати « tomber » > листопад « novembre » ;
  - adjectif + nom : перший « premier » + джерело « source » > першоджерело « source primaire ».
- avec suffixation :
  - nom + verbe + suffixe : вогонь « feu » + гасити « éteindre » + -ник > вогнегасник « extincteur » ;
  - adjectif + nom + suffixe : перший « premier » + клас « classe » + -ник > першокласник « élève de cours élémentaire 1 » ;
  - nom + adjectif + suffixe : вогонь « feu » + тривкий « résistant » + -ість > вогнетривкість « résistance au feu » ;
  - adjectif + verbe + suffixe : голосний « bruyant » + мовити « dire, parler » + -ник > голосномовник « haut-parleur ».

### Adjectifs
On forme des adjectifs tout d'abord par suffixation, mais aussi par préfixation, parfois avec des affixes des deux sortes à la fois.
La base de la dérivation peut être :
- un autre adjectif : жовтий « jaune » > жовтавий « jaunâtre » ;
- un nom : дерево « bois » (le matériau) > дерев’яний « en bois » ;
- un verbe : рівняти « comparer » > незрівнянний « incomparable »; читати > « lire » читальний « de lecture » (ex. salle) ;
- un numéral cardinal : два « deux » > подвійний « double »;
- un adverbe de temps : завтра « demain » > завтрашній « de demain ».

Il y a aussi des adjectifs formés par préfixation seulement, ex. поза- « extra- » + школа « école » > позашкільний « extrascolaire ».
Les adjectifs composés peuvent être plus ou moins soudés. En principe, ces derniers s'écrivent avec un trait d'union. Par exemple, un adjectif composé qualifiant un objet composé de deux parties de couleurs différentes est considéré comme moins soudé (ex. жовто-блакитний « jaune-bleu »), alors qu'un autre, qui exprime une nuance de couleur, est perçu comme plus soudé, ex. жовтогарячий « jaune flamboyant ».
Les éléments des adjectifs composés peuvent être :
- deux adjectifs – les exemples ci-dessus ;
- adjectif + nom, la désinence de l'adjectif étant ajoutée à celui-ci : синій « bleu » + око « œil » > синьоокий « aux yeux bleus » ;
- nom + adjectif dérivé d'un nom : життя « vie » + радісний « joyeux » (< радість « joie ») > життєрадісний « heureux de vivre » ;
- nom + participe: вогонь « feu » + пальний (< палити « tirer avec une arme à feu ») > вогнепальний « pouvant être tiré par une arme à feu » ;
- numéral cardinal + adjectif dérivé d'un nom : два « deux »+ мовний « de langue » > двомовний « bilingue » ;
- adverbe + participe: густо « densément » + населений « peuplé » > густонаселений « densément peuplé » ;
- nom + le participe видний (< вид « aspect ») : грушa « poire » + видний > грушовидний « ayant l'aspect d'une poire ».

### Verbes

#### Formés par suffixation
On forme par suffixation des verbes à partir de mots d'une autre nature grammaticale : des noms ou des adjectifs.
Le suffixe -ва- est très productif. On le précède du son de liaison -у- ou -ю, et après -ва- on ajoute le suffixe de l'infinitif -ти. C'est ainsi que se sont formés, à partir de mots autochtones, des verbes dans des périodes plus anciennes de la langue (ex. чарувати « charmer, fasciner » < чар « charme », марнувати « gaspiller » < марний « inutile ») et dans des périodes plus récentes, ex. голосувати « voter » < голос « voix ». C'est également ainsi qu'on intègre dans la langue des verbes étrangers, ex. ідеалізувати « idéaliser ».
À partir d'adjectifs, on forme des verbes avec d'autres suffixes aussi. Avec -і-, on forme des verbes intransitifs comme зеленіти « verdir, devenir vert ». Avec -и-, on obtient des verbes transitifs, les paires des verbes intransitifs formés à partir des mêmes adjectifs : зеленити « verdir, rendre vert ».

#### Formés par préfixation
Par préfixation, on forme tout d'abord des verbes perfectifs à partir de verbes imperfectifs. Lorsqu'il en résulte deux verbes de même sens lexical, ce processus tient de la grammaire. Cependant, il y a des cas où deux tels verbes reçoivent un préfixe qui change du moins en partie leur sens lexical, ex. носити – нести « porter » → виносити – винести « sortir » (transitif).
Parfois, un préfixe forme la paire perfective d'un verbe imperfectif, en lui donnant en même temps un autre sens, plus ou moins proche:
любити « aimer » → полюбити (transitif) « tomber amoureux(se) de » ;
іти « aller » → піти « partir ».
Les préfixes sont nombreux. Ils donnent aux verbes toutes sortes de nuances de sens. Par exemple, à partir du verbe бігти « courir », on forme :
вбігти « courir vers l'intérieur » ;
перебігти « passer en courant à côté de » ;
побігти « s'enfuir » ;
пробігти « courir à travers, parcourir du regard » ;
підбігти « courir (jusqu')à ».
Avec certains préfixes ajoutés en même temps que le suffixe -ся des verbes pronominaux, il y a des verbes qui expriment le degré extrême de l'action, sans exprimer en même temps la réflexivité. Exemples :
бігати « courir » → набігатися « courir jusqu'à épuisement »;
дзвонити « sonner » → додзвонитися « sonner jusqu'à ce que quelqu'un réponde, sonner en vain »;
працювати « travailler » → запрацюватися « s'épuiser au travail ».
Il existe aussi une préfixation appelée multiple, avec un préfixe qui se répète ou avec deux préfixes. Ils confèrent des nuances de sens complexes :
бити « battre » (imperfectif) → побити « battre » (perfectif) → попобити « battre très fort » (perfectif) ;
ходити « marcher, aller » (imperfectif) → приходити « venir, arriver » (imperfectif) → поприходити « venir, arriver en grand nombre, de diverses directions » (perfectif, avec un sujet pluriel).